# 股票代號

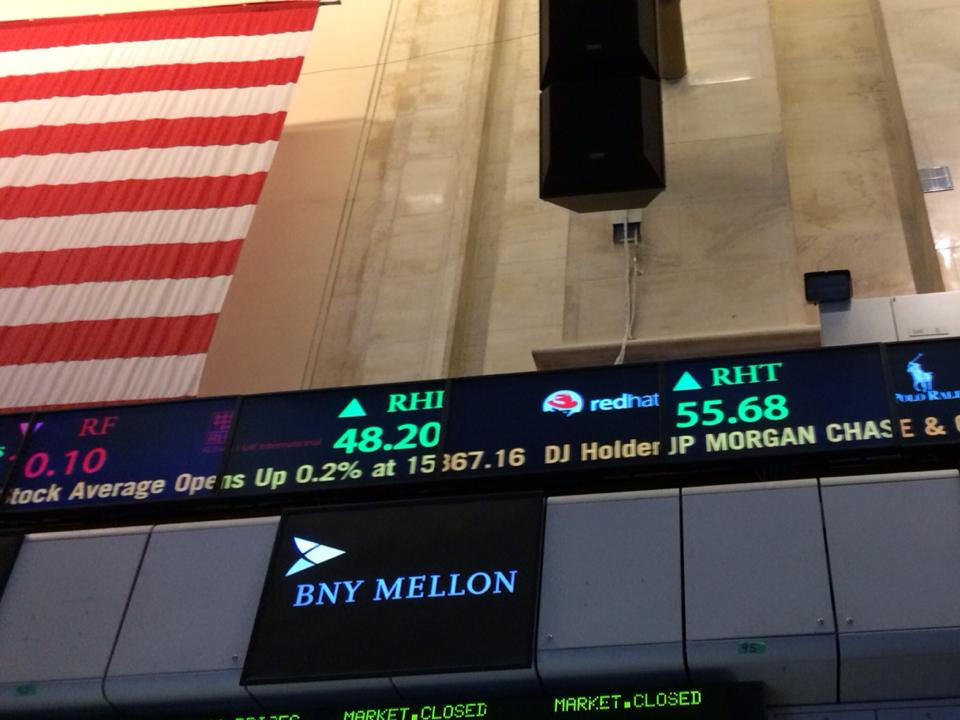
交易所顯示的股票代號

股票代號（英語：stock symbol 或 ticker symbol）是一組縮寫、代碼或代號，用來識別某單一股票市場裡某支進行證券交易的股票。股票代號可以由英文字母、數字、或兩者混和組成，有時也會加入符號，例如：「.」、「:」或「-」。
英文裡「ticker symbol」原是指早期股票電報收發機列印在收發用紙帶上的符號。
今日，在公開市場交易的證券、期貨或選擇權商品都會分配一組「交易代號」，以利商品識別和交易的進行。有時也會加入市場名稱縮寫來分別市場，利於辨識，例如：2038.TW 或 2038:TW（海光）、2038.HK 或 2038:HK（富智康）；1802.TW 或 1802:TW（台玻）、1802.JP 或 1802:JP（大林組）。

## 另見
- 國際證券識別碼

## 外部連結
- 臺灣證劵交易所 （页面存档备份，存于）（繁體中文）
- 香港交易及結算所有限公司 （页面存档备份，存于）（繁體中文）
- 上海证券交易所 （页面存档备份，存于）（简体中文）
- 紐約證券交易所 （页面存档备份，存于）（英文）
- 那斯達克股票市場股份有限公司 （页面存档备份，存于）（英文）
- 倫敦證劵交易所 （页面存档备份，存于）（英文）
- 股票代號查詢－雅虎奇摩股市 （页面存档备份，存于）（繁體中文）
- 股票代號查詢－yam蕃薯藤-財金 （页面存档备份，存于）（繁體中文）
- 股票代號查詢－HiNet理財網-台股（繁體中文）
- 股票代號查詢－equities（英文）
- 香港股票即時報價（繁體中文）